# Pyrgulopsis giuliani
Pyrgulopsis giuliani är en snäckart som beskrevs av Robert Hershler och Pratt 1990. Pyrgulopsis giuliani ingår i släktet Pyrgulopsis och familjen tusensnäckor. IUCN kategoriserar arten globalt som sårbar. Inga underarter finns listade i Catalogue of Life.